# سوآلازاینا
سوآلازاینا (به لاتین: Soalazaina) یک منطقهٔ مسکونی در ماداگاسکار است که در آمباتوندرازاکا واقع شده‌است. سوآلازاینا ۸٬۰۰۰ نفر جمعیت دارد و ۹۱۸ متر بالاتر از سطح دریا واقع شده‌است.